# Matt Bloom
Matthew Jason (Matt) Bloom (Peabody (Massachusetts), 14 november 1972) is een Amerikaans trainer, voormalig professioneel worstelaar en National Football League (NFL)-speler die sinds 2012 actief is in de World Wrestling Entertainment. Hij vervuld zijn rol als hoofdtrainer bij het WWE Performance Center in Orlando, Florida.
Bloom is vooral bekend van zijn tijd bij WWE als Prince Albert, Albert en A-Train van 1999 tot 2004, Lord Tensai en Tensai van 2012 tot 2014, evenals voor zijn verschijning in Japan van 2005 tot 2012 in All Japan Pro Wrestling (AJPW), New Japan Pro Wrestling (NJPW) en Pro Wrestling Noah (Noah) as Giant Bernard. De kampioenschappen die bloom won in de loop van zijn carrière waren onder meer het GHC Tag Team Championship, het IWGP Tag Team Championship en het WWF Intercontinental Championship.

## Professioneel worstel carrière
Tussen 1997 en 2004 worstelde Bloom, onder de ringnamen Prince Albert, Albert en A-Train voor World Wrestling Federation/Entertainment.

### Terugkeer naar WWE

#### Lord Tensai (2012 - 2013)
Op 2 april 2012 maakt Bloom zijn comeback in de WWE als het Japanse personage "Lord Tensai". Tensai was overslagen tot John Cena op 4 juni 2012 een wedstrijd tegen hem won.
Op 21 mei 2012 , bij een aflevering van Raw, kwam hij terug als "Tensai". Gedurende 2012 begon Tensai steeds meer te verliezen van andere worstelaars, waarbij John Cena een van de eerste was die zijn win streak verbrak. Hij verloor ook een match tegen Sheamus voor het World Heavyweight Championship. Doordat hij zoveel verloor, liet hij zijn frustraties los op Sakamoto, waardoor Sakamoto niet meer met hem meekwam naar de ring. Op 29 juni 2012 won Tensai van Justin Gabriel om zijn losing streak te verbreken. Doordat hij de match won, werd hij toegevoegd aan de Money in the Bank ladder match voor een wereldkampioenschapswedstrijd voor het World Heavyweight Championship. Dolph Ziggler won de match. De volgende 3 maanden begon Tensai's losing streak weer. Hij verloor onder andere van worstelaars als, Tyson Kidd, Sin Cara, Randy Orton, en Ryback. Tensai verbrak zijn losing streak op een aflevering van SmackDown op 5 oktober 2012 waar hij won van Big Show. De volgende week verloor hij weer van Sheamus. Op 18 november 2012 bij het Survivor Series pay-per-view evenement, nam Tensai deel aan 5-tegen-5 traditionele Survivor Series elimination match. Hij werd als tweede geëlimineerd, maar niet voordat Brodus Clay werd uitgeschakeld. In december werd Tensai teruggebracht tot een komische act, waarbij Santino Marella hem 'Fat Albert' noemde voordat hij verder ging met het verslaan van Tensai.

#### Team met Brodus Clay (2013 - 2014)
Op 28 januari 2013, op een aflevering Raw, werd Tensai misleid om een lingerie te dragen tijdens een dance-off met Brodus Clay. Twee dagen later won Tensai van Titus O'Neil in een één-op-één match. Clay kwam naar de ring om Tensai bij te staan. Hierdoor werden ze een tag team en wonnen van andere tag teams zoals Primo & Epico, Heath Slater & Jinder Mahal van 3MB en Team Rhodes Scholars (Cody Rhodes & Damien Sandow), met de laatste die plaats nam bij Elimination Chamber in de pre-show. Op 22 maart 2013, aflevering van SmackDown, verloren Tensai en Clay van Team Rhodes Scholars in een tag team match na een inmenging van The Bella Twins. Tensai (nu ook wel Sweet T genoemd) en Clay maakten hun officiële tag-teamnaam 'Tons of Funk' bekend in de aflevering van 27 maart 2013 van programma Main Event, waar ze samen met The Funkadactyls (Cameron en Naomi) verloren van The Bella Twins en Team Rhodes Scholars.
De twee teams zouden eigenlijk tegen elkaar gaan op WrestleMania 29 maar door tijdnoot ging dat niet door. De match werd verplaats naar Raw waar de Tons of Funk en The Funkadactyls wonnen.
Na een maand van afwezigheid, keerde Tons of Funk terug op 6 juni 2013 op een aflevering van het programma Superstars en wonnen van Primo & Epico. Op 24 juni 2013 namen de Tons of Funk deel aan een Triple Threat tag team om Numer One Contender te worden voor het WWE Tag Team Championship. In november 2013 begon het team instabiel te worden, omdat Clay boos en jaloers werd op het debuut van Xavier Woods. Toen Clay meer als een heel ging begon te vertonen, zoals het herhaaldelijk aanvallen van Woods nadat hij Woods in een wedstrijd had verslagen, trokken Tensai en de Funkadactyls langzaam van hem weg. Bij TLC: Tables, Ladders & Chairs ging Clay tegen Woods 'partner, R-Truth en viel voortdurend Truth aan in plaats van voor een overwinning te gaan, met als resultaat dat Tensai en de Funkadactyls uit protest vertrokken en Clay vervolgens de wedstrijd verloor. In de aflevering van 20 december 2013 van SmackDown, won Tensai van Clay in een één-op-één wedstrijd na een afleiding van Woods en The Funkadactyls.

#### Pensioen en trainer (2014 - heden)
Toen Tons of Funk niet meer bestond, werd Bloom van TV weggehaald. In januari 2014 begon hij te werken bij WWE's opleidingscentrum NXT als commentator onder de ringnaam Jason Albert. Op 7 augustus 2014 besloot Bloom te stoppen met in-ring competitie en kondigde aan dat hij als trainer gaat werken bij het WWE Performance Center. Op 6 maart 2015 werd Bloom gepromoveerd tot interim NXT-hoofdtrainer na het vertrek van Bill DeMott. Op 19 mei 2015 werd Bloom officieel de hoofdtrainer NXT.

## In het worstelen
- Finishers
  - Als Prince Albert / Albert / A-Train / Tensai
    - Baldo Bomb (WWF) / Derailer (WWE)
    - Train Wreck

  - Als Giant Bernard
    - Bernard Bomb
    - Bernard Driver
- Signature moves
  - Bicycle kick
  - Corner slingshot splash
  - Decapitator (Hangman catapult)
  - Delayed double underhook suplex
  - Fireman's carry neckbreaker
  - Giant swing
  - Pumphandle slam
  - Running splash
  - Swinging side slam
- Managers
  - Trish Stratus
  - Paul Heyman
  - Sable
  - Bruno Lauer

## Prestaties
- Impact Zone Wrestling
  - IZW Heavyweight Championship (1 keer)
- Elite Xtreme Wrestling
  - EXW Tag Team Championship (1 keer)
- New Japan Pro Wrestling
  - IWGP Tag Team Championship (2 keer) - 1x met Travis Tomko en 1x met Karl Anderson.
  - G1 Climax Tag League (2007) met Travis Tomko
  - G1 Climax Tag League (2009) met Karl Anderson
  - New Japan Cup (2006)
- Nikkan Sports
  - Best Tag Team Award (2007) met Travis Tomko
  - Best Tag Team Award (2011) met Karl Anderson
- Power Pro Wrestling
  - PPW Heavyweight Championship (1 keer)
  - PPW Young Guns Championship (1 keer)
- Pro Wrestling Illustrated
  - Gerangschikt op #32 van de top 500 single worstelaars in de PWI Top 500 in 2001.
- Pro Wrestling Noah
  - GHC Tag Team Championship (1 keer) - met Karl Anderson
- World Wrestling Federation
  - WWF Intercontinental Championship (1 keer)
- Wrestling Observer Newsletter
  - Tag Team of the Year (2001) - met Karl Anderson